# Fontän (fyrverkeri)
En fontän är en fyrverkeripjäs i form av en markpjäs där fyrverkerieffekten syns direkt från marken. Stora fontäner kan ge effekthöjder, "spruta", flera meter uppåt. Tekniskt är en fontän är ett icke-metalliskt hölje som innehåller en gnist- eller flammproducerande pyroteknisk sats. Det förekommer även att en fontän avger ljudeffekter, dock inte knall.
En snabb fontän, oftast cirka en sekund eller snabbare, som används i scenfyrverkerier kallas vanligen jet.